# Montlay-en-Auxois
Montlay-en-Auxois ist eine französische Gemeinde mit 195 Einwohnern (Stand 1. Januar 2022) im Département Côte-d’Or in der Region Bourgogne-Franche-Comté. Sie gehört zum Kanton Semur-en-Auxois und zum Arrondissement Montbard.
Nachbargemeinden sind Lacour-d’Arcenay im Nordwesten, Juillenay im Norden, Vic-sous-Thil im Nordosten, La Motte-Ternant im Osten, Villargoix im Südosten, Saulieu im Süden, Saint-Didier im Südwesten und Molphey im Westen.

## Siehe auch

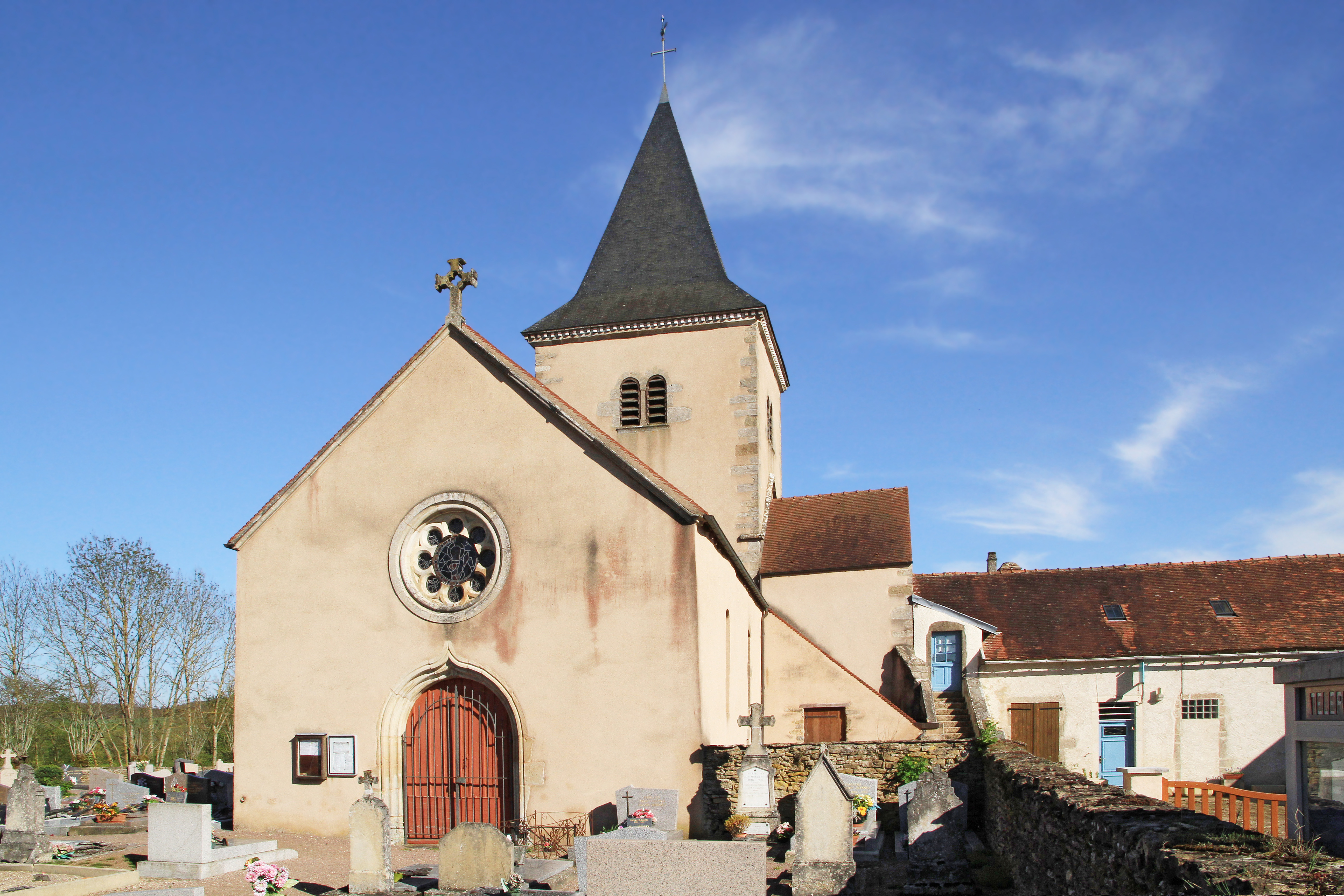
Kirche Saint-Pierre

## Bevölkerungsentwicklung
| Jahr                       | 1962 | 1968 | 1975 | 1982 | 1990 | 1999 | 2008 | 2015 |
| -------------------------- | ---- | ---- | ---- | ---- | ---- | ---- | ---- | ---- |
| Einwohner                  | 216  | 155  | 134  | 113  | 120  | 151  | 154  | 173  |
| Quellen: Cassini und INSEE |      |      |      |      |      |      |      |      |